# Piotr Skórzyński
Piotr Skórzyński (ur. 11 stycznia 1952 w Warszawie, zm. 3 czerwca 2008 tamże) – polski publicysta, poeta, krytyk i eseista, działacz opozycji politycznej w PRL. Publikował też pod pseudonimem Krzysztof Raszyński. Syn Zygmunta Skórzyńskiego, brat Jana Skórzyńskiego, dziennikarza. Mąż rzeźbiarki Joanny Waliszewskiej. Studiował filozofię, socjologię i polonistykę.

## Życiorys
W latach 70. pracował w Redakcji Literackiej Polskiego Radia, w którym tworzył audycje literacko-artystyczne. Był autorem kilku scenariuszy do filmów krótkometrażowych (1979-1980).
Był działaczem w Regionie Mazowsze „Solidarności”, po 13 grudnia 1981 r. został internowany w więzieniu w Białołęce, gdzie był więziony do maja 1982 r. Później był nadawcą podziemnego radia „Solidarność” i pisał w podziemnej prasie. W podziemiu opublikował też pod nazwiskiem swoją powieść Jeśli będziesz ptakiem (1988).
Autor kilkuset tekstów zamieszczonych m.in. w paryskiej „Kulturze”, w tygodniku „Ład”. Po 1989 r. współpracował m.in. z „Tygodnikiem „Solidarność” (był kierownikiem działu kultury), „Nowym Światem”, „Naszą Polską”, „Głosem”, „Gazetą Polską”, miesięcznikami i kwartalnikami „Arcanami”, „Arkusz”, „Akcent”, „Więź”, „Ethos”, „Forum Akademickie”, „Kultura”, „Literatura”, „Magazyn Literacki”, „Nowe Książki”, „Odra”, „Opcja na Prawo”, „Powściągliwość i Praca”, „W Drodze”, „Przegląd Polityczny”, „Fronda”, „Gwiazda Polarna”, „Nowe Państwo”, „Opcje”, „Topos”, „Tradycja”, „Tygiel Kultury”, „Tytuł”. Publikował również w „Rzeczpospolitej”.
Był członkiem Zarządu Fundacji Radia Solidarność.
Popełnił samobójstwo 3 czerwca 2008 r. w Warszawie, jego zwłoki odnaleziono dwa dni później. W pozostawionym liście, adresowanym do żony, napisał, że „nie godzi się na nikczemnienie świata. I już tylko tyle może zrobić, żeby w nim nie być”. Ostatnie jego teksty, opublikowany w „Rzeczpospolitej” Porucznika Rawicza definicja człowieczeństwa i w „Naszej Polsce” Refleksy ukazały się już po jego śmierci. W rękopisie pozostała jego książka Intelektualna historia „zimnej wojny”, która w 2011 roku została staraniem żony autora wydana przez Bibliotekę Glaukopisu.

## Książki
- Jeśli będziesz ptakiem; Przedświt, Warszawa 1988.
- Na obraz i podobieństwo, paradygmat materializmu; Adam Marszałek, Toruń 2002, ISBN 83-7322-151-3.
- Pejzaże pamięci; Miniatura, Kraków 2004, ISBN 83-7081-697-5.
- Wojna Światów. Intelektualna historia zimnej wojny; Biblioteka GLAUKOPIS, Warszawa 2011, ISBN 978-83-933980-0-3.
- Człowiek nieuwikłany. Wspomnienia z PRL; Biblioteka GLAUKOPIS, Warszawa 2012, ISBN 978-83-933980-2-7.